# Grenze (2008)
Grenze ist ein deutscher Kurzfilm der Regisseurin Christine Uschy Wernke aus dem Jahr 2007. Der Film entstand als Abschlussfilm an der Internationalen Filmschule Köln.

## Handlung
Als Dana nach vielen Jahren wieder in ihren Heimatort an der Ostsee gelangt, wird sie von beunruhigenden Alpträumen und Wachvisionen heimgesucht. Langsam setzt sich eine lange verdrängte Erinnerung wieder zusammen. Die junge Frau macht sich auf die Suche nach ihrem Vater Sebald, den sie seit einer missglückten Flucht aus der DDR über die dunkle Ostsee nicht mehr gesehen hat. Sie konfrontiert ihn mit der verdrängten Wahrheit, dass ihre Zwillingsschwester Meike bei der Flucht ums Leben kam, er sie nie suchte und Dana seitdem als Meike weiterlebte.
Nach der Konfrontation können sich Vater und Tochter aussöhnen und wieder in ihre Leben zurückkehren.

## Hintergrund
Der Film wurde von den Sendern ZDF und ARTE koproduziert. Der Film wurde von der Sendung on3-südwild des Bayerischen Fernsehens zur Ausstrahlung angekauft.

## Festivals
- Short Cuts Cologne 2008
- Grenzland Filmtage Selb 2008
- Fresh Films Fest Karlovy Vary 2008
- New Talents Biennale Köln 2008
- Emerge and See Festival 2009

## Auszeichnungen
Der Film gewann den „Nachwuchsförderpreis der Sparkasse Hochfranken“ (dotiert mit 500 Euro) der Grenzland Filmtage Selb 2008.

## Einzelbelege
1. ↑  Preisverleihung der Grenzlandfilmtage, abgerufen am 16. Februar 2009